# یواس‌اس دوتچس (ای‌پی‌ای-۹۸)
یواس‌اس دوتچس (ای‌پی‌ای-۹۸) (به انگلیسی: USS Dutchess (APA-98)) یک کشتی بود که طول آن 473 ft 1 in بود. این کشتی در سال ۱۹۴۴ ساخته شد.